# Plateau continental
Pour les articles homonymes, voir Plateau continental (homonymie).
Ne doit pas être confondu avec Plateforme littorale.

Coupe schématique très simplifiée d'une marge continentale (pente exagérée) :
Dépôts sédimentaires
Roche
Manteau

Coupe schématique présentant la typologie des fonds marins (pente très exagérée). La morphologie des océans est commandée par les bassins océaniques et les marges continentales dont le fond est composé respectivement de croûte océanique et de croûte continentale.

Le plateau continental ou mieux dit, plate-forme continentale, est la partie de la marge continentale située entre le littoral et le talus continental. Elle correspond au prolongement du continent sous la surface de l'océan, jusqu'à la rupture de pente de cette marge. Cette continuation sous une faible tranche d'eau (0 à 200 m de profondeur) correspond à une portion de continent ennoyée (à substratum de croûte continentale récemment couverte par la mer au niveau des temps géologiques), à pente relativement faible, susceptible de subir une émersion totale en cas de baisse du niveau marin.
Les mers du plateau continental, appelées mers épicontinentales, sont le siège d'écosystèmes riches et diversifiés mais aussi menacés par la surpêche, l'exploitation minière des fonds marins, l'aquaculture, la pollution ou encore l'acidification.

## Géologie

Coupe schématique d'une marge passive.
1 : croûte continentale ; 2 : croûte océanique ; 3 : sédimentation ; 4 : manteau supérieur ; 5 : océan ; 6 : blocs basculés ; 7 : failles listriques.

La zone submergée possède toutes les propriétés d'un continent (lithologie acide, forte épaisseur de la croûte continentale, histoire géologique).
La transition vers l'océan (lithologie basique, faible épaisseur de la croûte océanique, création par une dorsale médio-océanique) se fait de façon graduelle, la profondeur augmentant progressivement (marge passive), ou brutalement (marge active c’est-à-dire zone de subduction au niveau de laquelle le plateau ). 
Les données de sismique réfraction montrent au niveau de la marge passive un amincissement de la croûte continentale depuis le plateau jusqu'à la frontière de la marge et de la croûte océanique. Le plateau et le talus sont fracturés par des failles listriques qui délimitent des blocs basculés.

## Géographie

Coupe schématique plus détaillée présentant les différentes structures morphologiques d'une marge continentale (pente exagérée).

La plate-forme continentale de la marge atlantique de l'Europe est composée de mers épicontinentales et de plateaux (au niveau de la France, le plateau celtique et celui du golfe de Gascogne qui se décompose du Nord au Sud en plateau armoricain large en moyenne d'environ 170 km et plateau aquitain qui se réduit à 70 km de large).

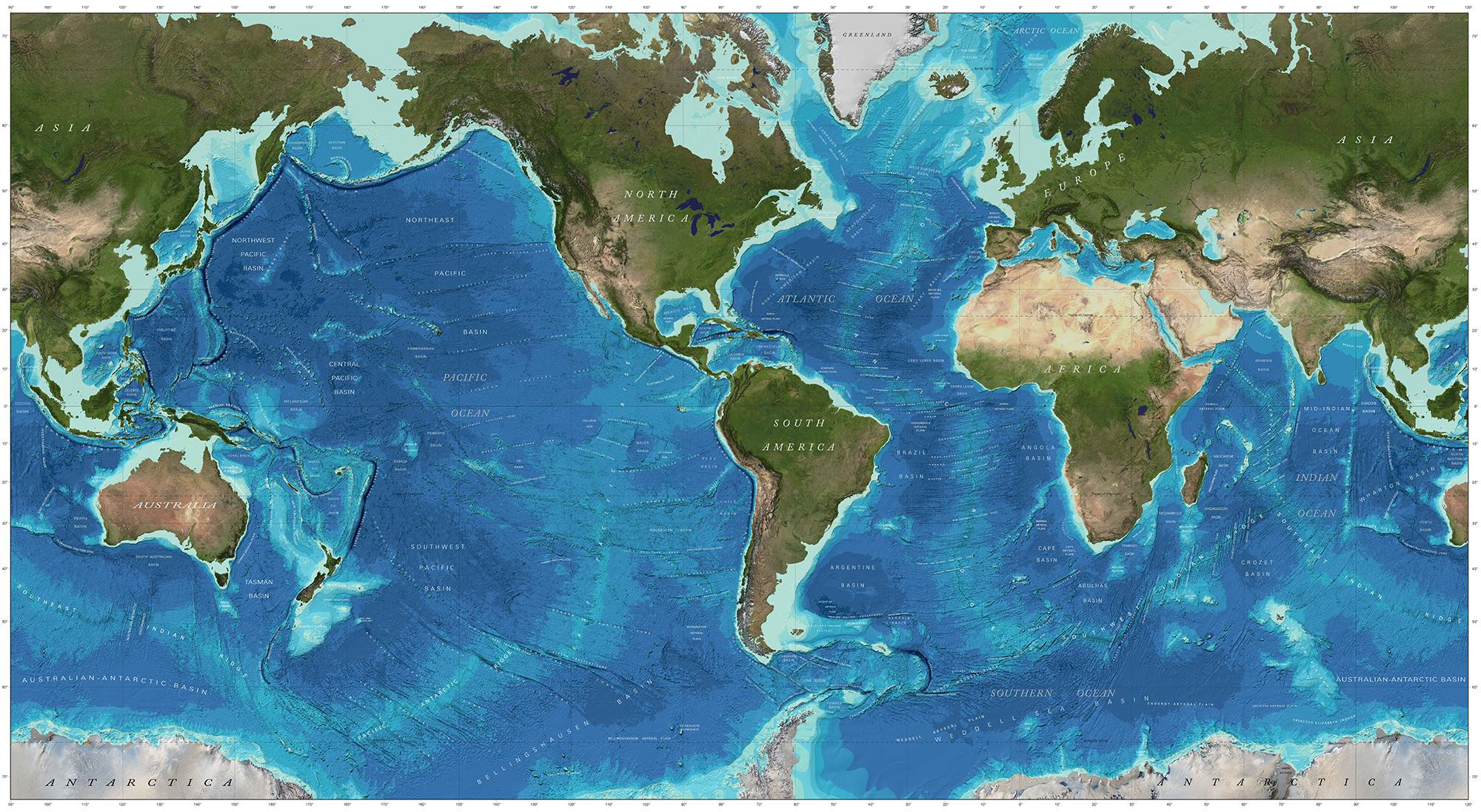
Carte bathymétrique :
Plateaux continentaux en bleu clair.

- Plateaux continentaux en bleu clair.

### Largeur
La largeur moyenne du plateau continental est de 74 km, avec des fourchettes variant de 8,5 km (par exemple les plates-formes des Rocheuses et des Andes) à 500 km (plate-forme sibérienne en mer des Laptev).

### Topographie
Au niveau d'un plateau, les différences locales en termes de topographie sont liées au fait que le continent se prolonge sous la mer, ce qui offre un modelé dont la nature immergée est assez reconnaissable : haut-fond (par exemple le plateau de Rochebonne) constitué de chaussées (plateaux rocheux parfois hérissés d'écueils ou d'îles (exemple : chaussée de Sein, chaussée des Pierres Noires) et de bancs sableux, vallées sous-marines, formes d'érosion (jardins d'écueils) et d'accumulation glaciaires (champs de drumlins).

### Distribution géographique
Les dimensions des plateaux continentaux varient considérablement. Ils peuvent être quasi inexistants. C'est notamment le cas dans les zones de subduction où une plaque océanique plonge sous la croûte continentale comme cela se produit au large des côtes chiliennes ou à l'ouest de l'île de Sumatra. Ils peuvent aussi être très étendus. Ainsi le plateau continental le plus vaste atteint 1 500 km de large. Il s'agit du plateau de Sibérie dans l'océan Arctique. Un autre vaste plateau continental est le plateau de la Sonde situé en mer de Chine méridionale qui s'étend entre les îles de Java, de Sumatra et de Bornéo. Le golfe Persique et la mer du Nord sont des mers qui recouvrent entièrement un plateau continental.

## Histoire humaine, paléoécologie
Le plateau continental est actuellement recouvert d'une relativement faible épaisseur d'eau (de l'ordre d'une centaine de mètres au maximum). Il s'est retrouvé en grande partie émergé durant les glaciations (qui prélèvent un grand volume d'eau alors non plus stockés dans l'océan, mais dans les calottes glaciaires et glaciers, sous forme de glace). 
Ainsi, le peuplement initial du continent américain a pu se faire par le détroit de Béring, sur le plateau continental émergé lors de la dernière glaciation. L'archéologie sous-marine a montré que des hommes préhistoriques vivaient, chassaient, pêchaient dans le Doggerland, entre l'actuelle Angleterre et le Danemark, l'Allemagne et les Pays-Bas, de même y trouvait-on des mammouths et une faune abondante.

## Enrichissement de la colonne d'eau en éléments nutritifs

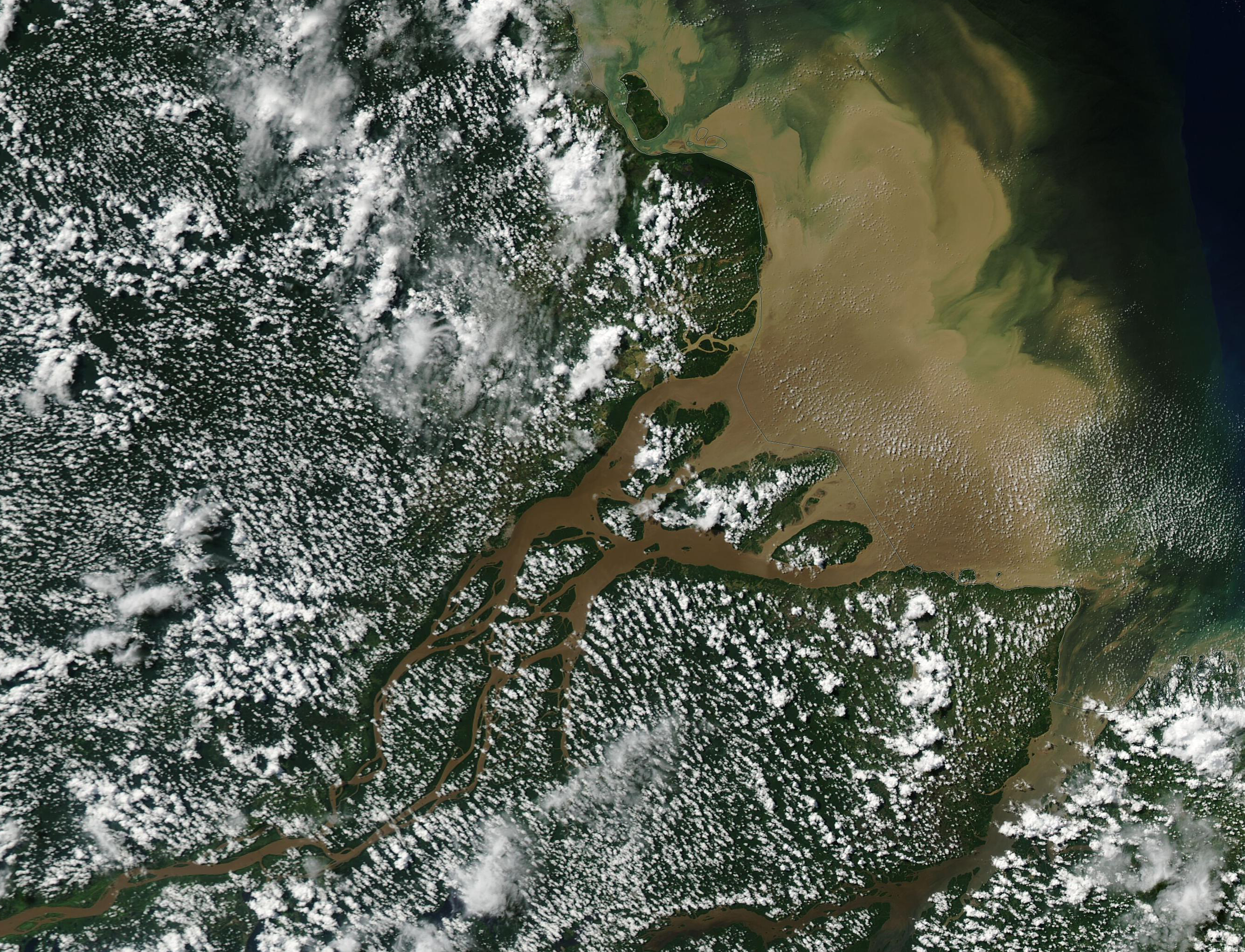
Les plateaux continentaux sont fertilisés par les sels nutritifs liés au lessivage des continent (photographie de l'estuaire de l'Amazone).

La zone d'eau peu profonde recouvrant le plateau continental est la zone néritique, correspondant aux eaux côtières. La production primaire y est élevée du fait de la faible profondeur des eaux (favorable à la photosynthèse et à la remise en suspension des sédiments terrigènes grâce aux turbulences) et de l'importance des nutriments apportés par le lessivage intense des continents (sédiments qui enrichissent la colonne d'eau en éléments nutritifs), ce qui explique que les zones côtières contiennent environ 90 % des toutes les espèces marines.

### Sédiments
Les plateaux continentaux sont un lieu de sédimentation essentiellement terrigène (galets, sables, vases qui proviennent du lessivage des continents), même si les sédiments organogènes (de) à organismes à squelette calcaire ou siliceux, ne sont pas absents. Cependant, peu de ces sédiments ont été apportés par les cours d'eau. La plupart, de l'ordre de 60 à 70 %, se sont déposés durant les glaciations de l'ère Quaternaire, lorsque le niveau des mers était de 100 à 120 mètres inférieur à celui d'aujourd'hui[réf. souhaitée].
Les sédiments deviennent généralement de plus en plus fins lorsque l'on s'éloigne des côtes. Le sable est limité aux zones d'eaux peu profondes en perpétuelle agitation sous l'action des vagues, tandis que le limon et l'argile se déposent dans les eaux plus profondes et plus calmes situées plus au large. Ces sédiments se déposent à la vitesse moyenne de 30 cm par millénaire, vitesse supérieure à celle à laquelle se déposent les sédiments marins dans les plaines abyssales.

### Éléments nutritifs

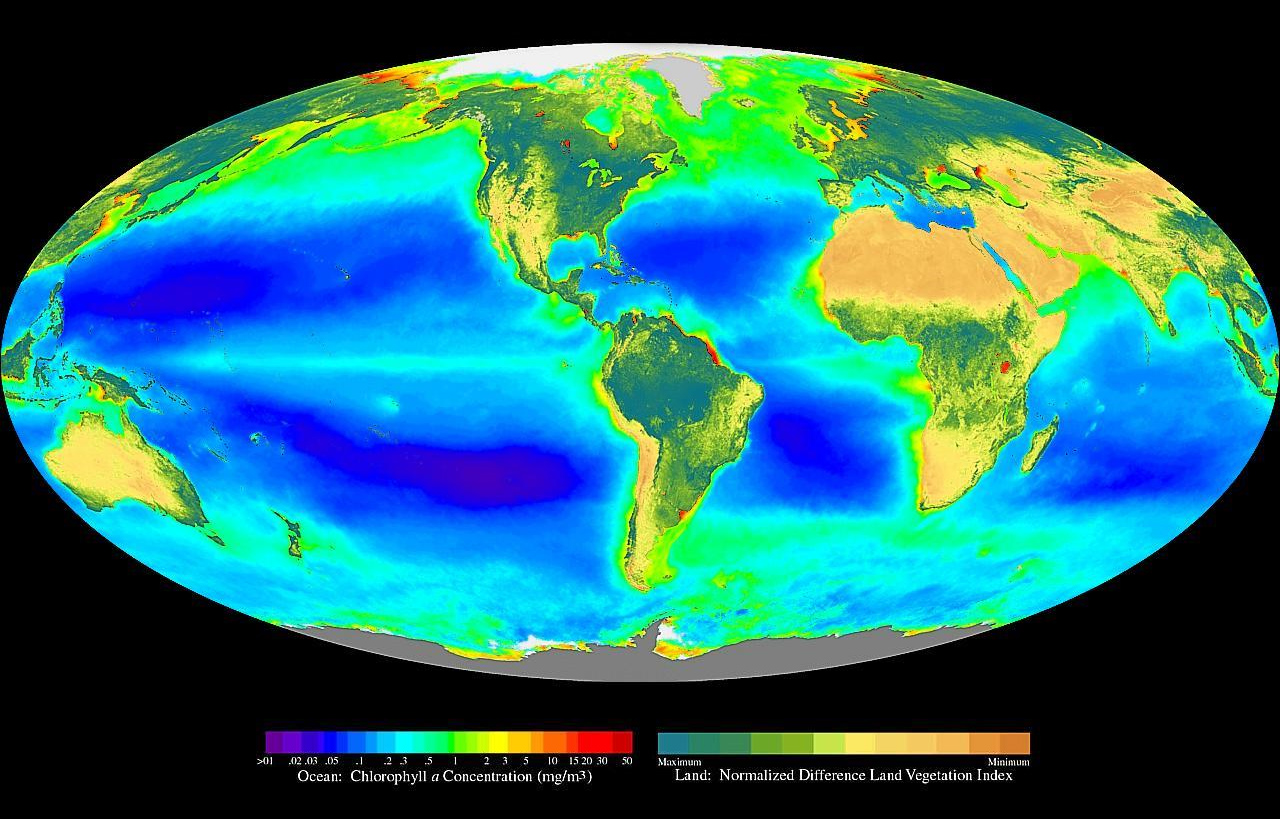
Carte montrant la production primaire dans l'océan mondial selon les données « couleurs de l'océan » recueillies par le capteur SeaWiFS.

Les sédiments du plateau océanique jouent un rôle important dans la régénération et l'enrichissement de la colonne d'eau en éléments nutritifs (nitrates, phosphates qui jouent le rôle d'engrais de la mer). Les sels nutritifs sédimentés sont beaucoup plus abondants dans les eaux profondes que dans les eaux superficielles : le manque de lumière solaire, indispensable à la photosynthèse, entraîne une réduction du phytoplancton qui constitue la base de la chaîne alimentaire marine, si bien que le stock de nutriments reste inemployé. Ces sels sont renouvelés par des apports terrigènes (ruissellements, percolations des nappes phréatiques, érosion du littoral, déchets d'origine anthropique rejetés en mer, et surtout apports sédimentaires des cours d'eau).
À l'échelle planétaire, les plateaux continentaux représentant 10 % de la surface océanique et l'apport sédimentaire et en sels nutritifs explique qu'ils sont responsables « de 15 à 30 % (selon les estimations) de la productivité primaire marine, de 50 % du dépôt de carbonate de calcium, de 80 % de l'enfouissement de matière organique ».
Les teneurs en éléments nutritifs jouent un rôle prépondérant dans les écosystèmes halieutiques. L'écologiste J.H. Ryther divise l'océan mondial en trois provinces halieutiques : les régions de haute mer oligotrophes (en bleu foncé) sont des « déserts biologiques » avec une productivité primaire faible ; les écosystèmes des plateaux continentaux (sur la carte, bordure verte des continents, correspondant aux estuaires, aux marais salés, aux récifs coralliens) ont en général une productivité modérée à élevée. Les écosystèmes de remontée d'eau froide (bordure jaune des continents, régions riches en plancton qui attirent les armements de la grande pêche capables de détecter les bancs de poisson imprévisibles) très productifs ne représentent que 0,1 % de la surface totale des océans, alors qu'ils produisent 30 à 40 % de la pêche mondiale.